# 菜豆象
菜豆象 (学名：Acanthoscelides obtectus)是鞘翅目金花虫科三齿豆象属的一种昆虫，又名大豆象，原产于北美洲和南美洲，现已广泛传播至亚洲、欧洲、非洲和大洋洲。是一种仓储害虫，主要危害豆科植物的种子。